# Лисдунварна
Лисдунварна (англ. Lisdoonvarna; ирл. Lios Dúin Bhearna) — деревня в Ирландии, находится в графстве Клэр (провинция Манстер).
Ежегодно в сентябре в деревне проводится крупнейший в Европе Фестиваль знакомств (Matchmaking Festival).

## Демография
Население — 767 человек (по переписи 2006 года). В 2002 году население составляло 822 человека.
Данные переписи 2006 года:
| Общие демографические показатели |               |                               |                               |      |      |
| Всё население                    | Всё население | Изменения населения 2002—2006 | Изменения населения 2002—2006 | 2006 | 2006 |
| 2002                             | 2006          | чел.                          | %                             | муж. | жен. |
| 822                              | 767           | −55                           | −6,7                          | 320  | 447  |